# Ли Юйцинь
Ли Юйц́инь (кит. упр. 李玉琴, пиньинь Lǐ Yùqín  15 июля 1928 — 24 апреля 2001) — четвёртая жена последнего императора Маньчжурии Пу И.

## Биография
Ли Юйцинь родилась в простой семье. После падения империи Цин, республиканцы выслали многих придворных в сельские поселения. Её отец — Ли Дэгуй, работал переводчиком в местной миссионерской организации, а её мать — Ван Сюжу, работала на шёлковой ферме недалеко от города. Однако родители также служили императорскому двору, так как её прабабушка по отцовской линии, была кормилицей дочери императора Тунчжи. А предки мамы Ли были придворными врачами.
Ли обучалась в Академии Ханьлинь в Чунцине. В феврале 1943 года Ли и девять других учениц были взяты директором Кобаяси и учителем Фудзи в фотостудию для портретов. Три недели спустя директор школы и учитель посетили дом Ли и сказали ей, что император Маньчжоу-го Пу И приказал ей пойти во дворец учиться. Ли была подвергнута медицинскому осмотру. Вскоре, Ли стала наложницей Пу И под названием: Благородная Леди Фу. Она вела роскошный образ жизни и имела много слуг, но забеременеть так и не смогла. Она также отвечала за императорское хозяйство, поскольку императрица Ваньжун была опиумной наркоманкой и находилась под домашним арестом за то, что имела дело со слугами Пу И.
В 1945 году, после капитуляции Японии, Маньчжурия пала и император вместе с Ли, и императрицей Ваньжун пытались бежать. Они, как и остальные члены двора, были эвакуированы на поезде в Далицзыгоу. Однако после, Пу И полетел на самолёте в Мукден уже без Ли, и был пойман советскими властями.
Вскоре Ли и Ваньжун были пойманы и отправлены в тюрьму в Чанчунь. Ли освободилась в 1946 году, но императрица умерла незадолго до её освобождения. Ли Юйцинь начала работать в текстильной фабрике и в библиотеке. Она также посещала Пу И в тюрьме. В 1958 году она официально развелась с Пу И, и вышла замуж за китайского техника Хуан Юйгэна, от которого родила двоих сыновей. Во время Культурной революции, Ли была мишенью для хунвейбинов, так как она была наложницей императора.
Ли умерла 24 апреля 2001 года от цирроза печени.